# Гордосербон

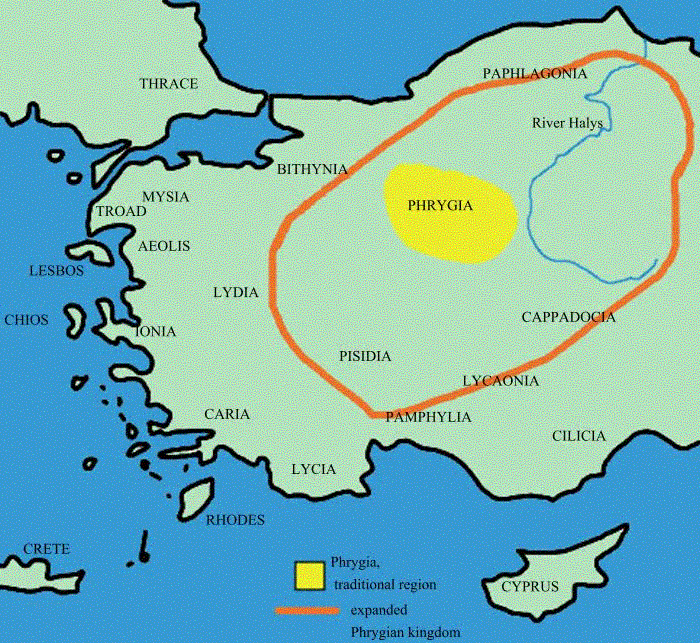
Фригия (выделена жёлтым) — область, в одной из точек которой был расположен город Гордосервон

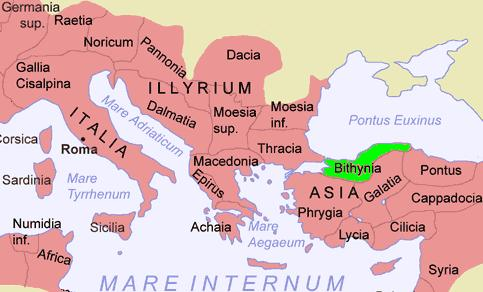
Вифиния (выделена зелёным) — приблизительная область, где находился Гордосервон

Гордосербон (греч. Γορδόσερβον, серб. Србоград, Град Срба, Гордосервон) — древний город в Вифинии (Малая Азия), который упоминается в византийских записях в 680 году.
Название города происходит от названия сербских поселенцев в Малой Азии, которым было разрешено жить там с позволения византийского императора Константина II, до этого они обосновались в районе реки Вардар.
Исидор, епископ Гордосервона, заявлял, что в 680/681 году этот город был епископальным центром, а это дает основания полагать, что там было большое количество сербских поселенцев.
В 692 году Юстиниан II со славянами и конницей пошёл к Себастополису, где вступил в сражение с арабами. Он разбил арабов Муамеда. Муамед тайно сошёлся с вождём славян Небулом и подкупил его. Небул перешёл на сторону Омейядского халифата с 20000 славян. Юстиниан перебил оставшиеся 10000 славян с жёнами и детьми и отступил. Юстиниан заключил полководца Леонтия в темницу.
Около 1200 года этот город упоминался как Сервохория (греч. Σερβοχώρια, Сербское жилище). Город был расположен на территории бывшего Фригийского царства.